# Skarp-Runmarn
Skarp-Runmarn eller Skarprunmarn är en 3 kilometer lång ö i Värmdö kommun två sjömil väster om Sandhamn.
Skarp-Runmarn omnämns första gången år 1288 som Skæparrödmæ i ett gåvobrev från kungen Magnus Ladulås till Franciskanorden.
Den södra delen av Skarp-Runmarn heter Vånsholmen och var tidigare en fristående ö, men sitter idag ihop med Skarp-Runmarn med ett näs. Vånsholmen är sedan 27 februari 1969 Vånsholmens naturreservat.
Mellan Skarp-Runmarn och Vindalsö ligger Storfladen som är en skyddad vik. På ön ligger även de två småsjöarna Vänern och Vättern.
Under andra världskriget låg det två 57 mm kustbatterier på Skarp-Runmarn. Dessa batterier (SR1 och SR2) ingick tillsammans med batterierna på Korsö (KO och KH), Vindö-Skarpö (VS) och Oxudden på Sandhamn (SO) i den så kallade "Spärren Korsö".
Skarp-Runmarn trafikeras av Waxholmsbolaget som anlöper tre bryggor på ön: Västra Skarp-Runmarn, Mjölkkilen och Idholmen. Samtliga bryggor ligger på norra sidan och vetter mot Eknösundet.

## Bilder

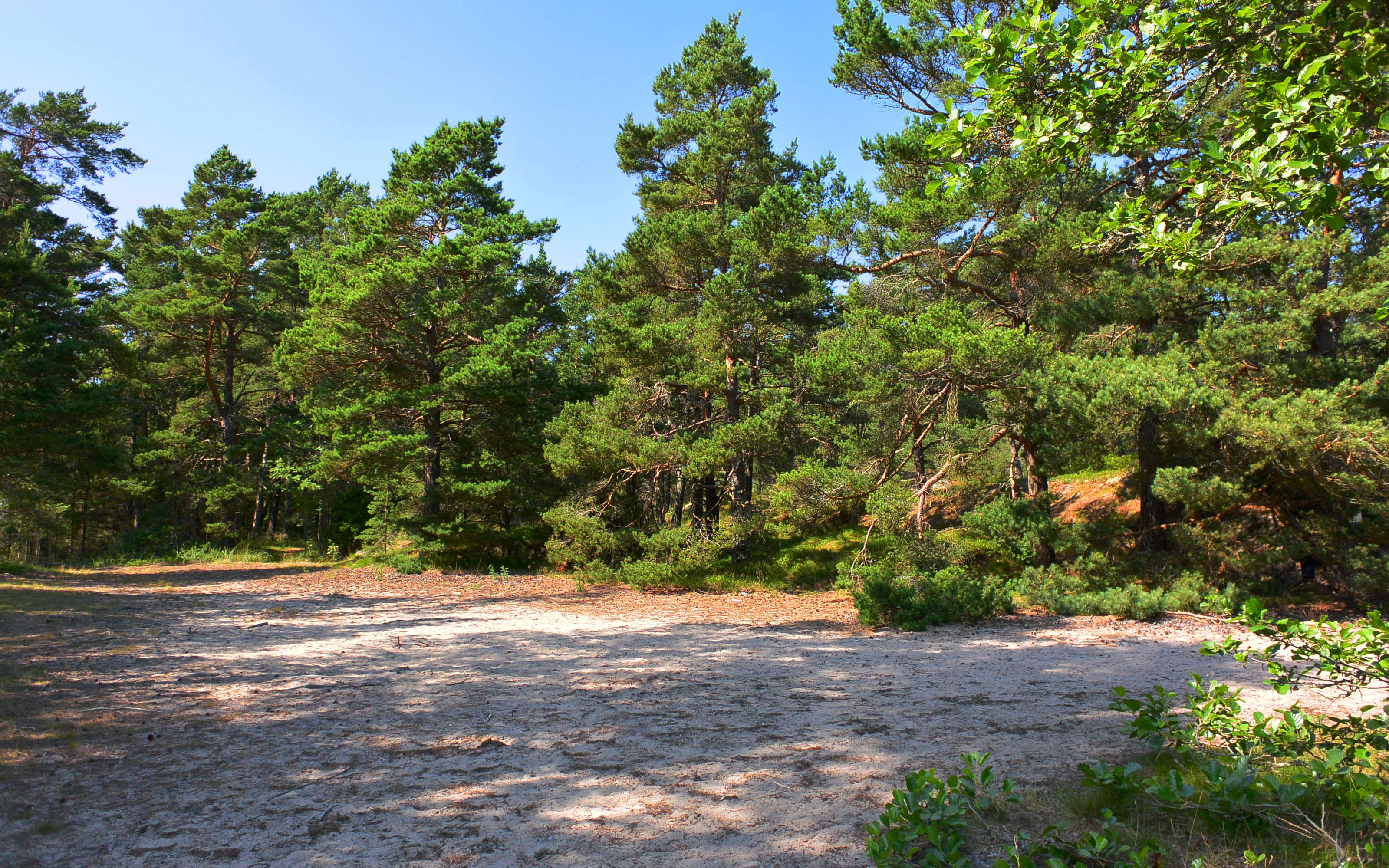
Den södra delen av Skarprunmaren utgörs av Vånsholmens naturreservat.
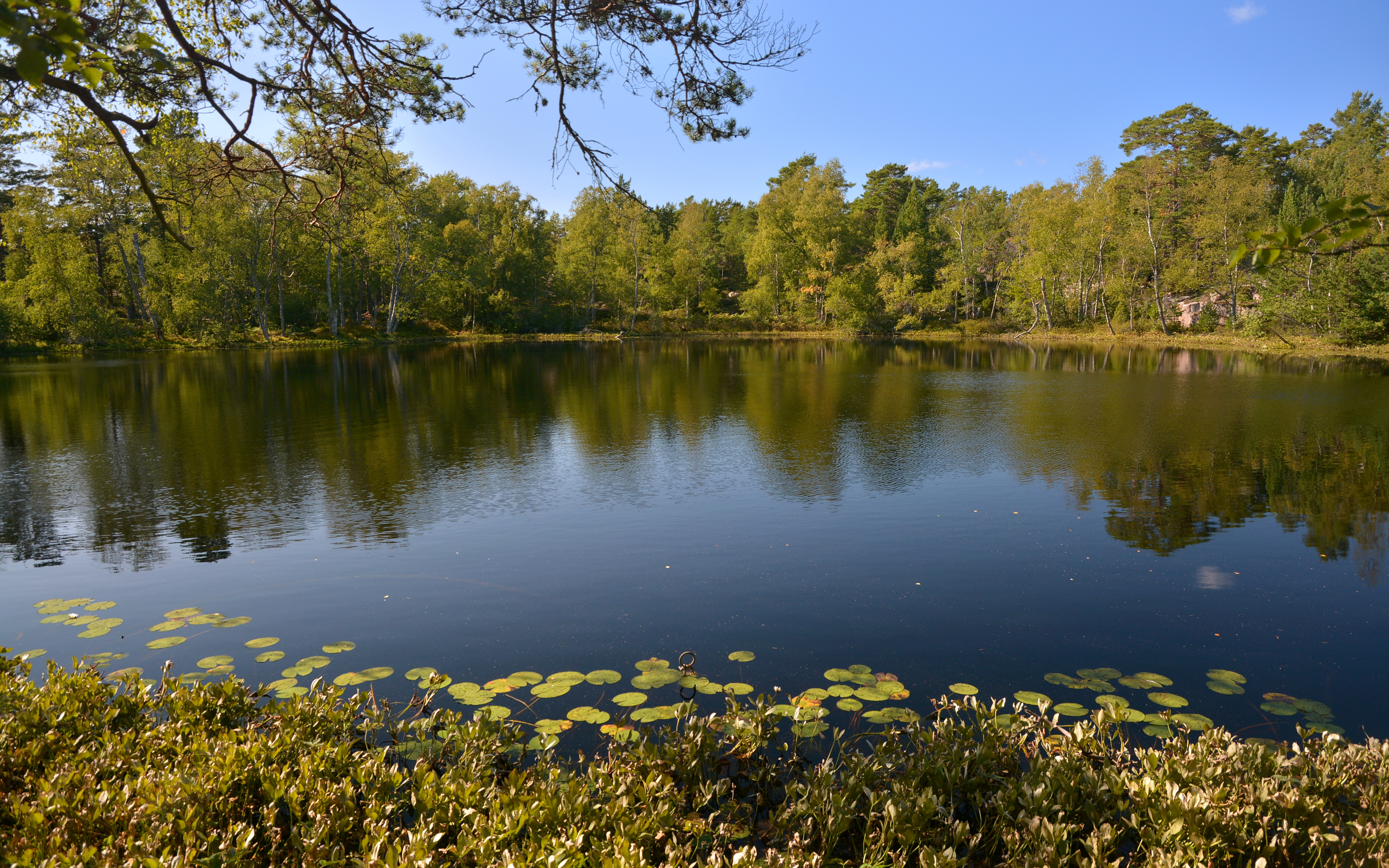
Vänern är en liten insjö på Skarprunmaren.
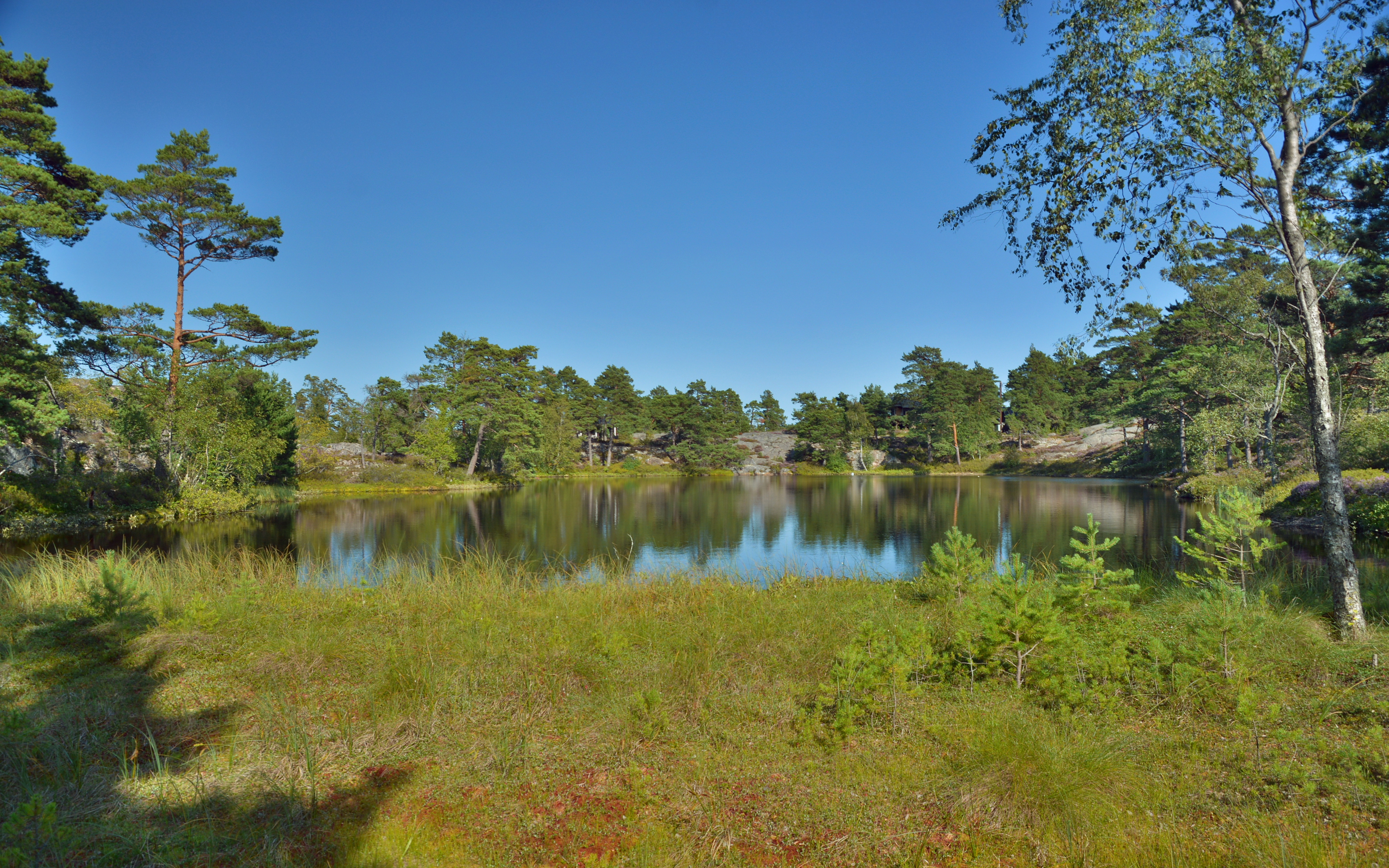
Den andra sjön heter naturligtvis Vättern.